# Puka (gemeente in Estland)
Puka (Estisch: Puka vald) was een gemeente in de Estlandse provincie Valgamaa. De gemeente telde 1523 inwoners op 1 januari 2017 en had een oppervlakte van 200,8 km². De hoofdplaats was Puka.
In oktober 2017 werd de gemeente opgedeeld tussen de gemeente Elva in de provincie Tartumaa en de gemeenten Otepää en Tõrva in de provincie Valgamaa.
Naar Elva gingen Aakre, Palamuste, Pedaste, Pühaste, Purtsi en Rebaste. Naar Otepää gingen Kähri, Kibena, Kolli, Komsi, Kuigatsi, Meegaste, Plika, Põru, Prange, Puka, Ruuna en Vaardi. Naar Tõrva ging Soontaga.

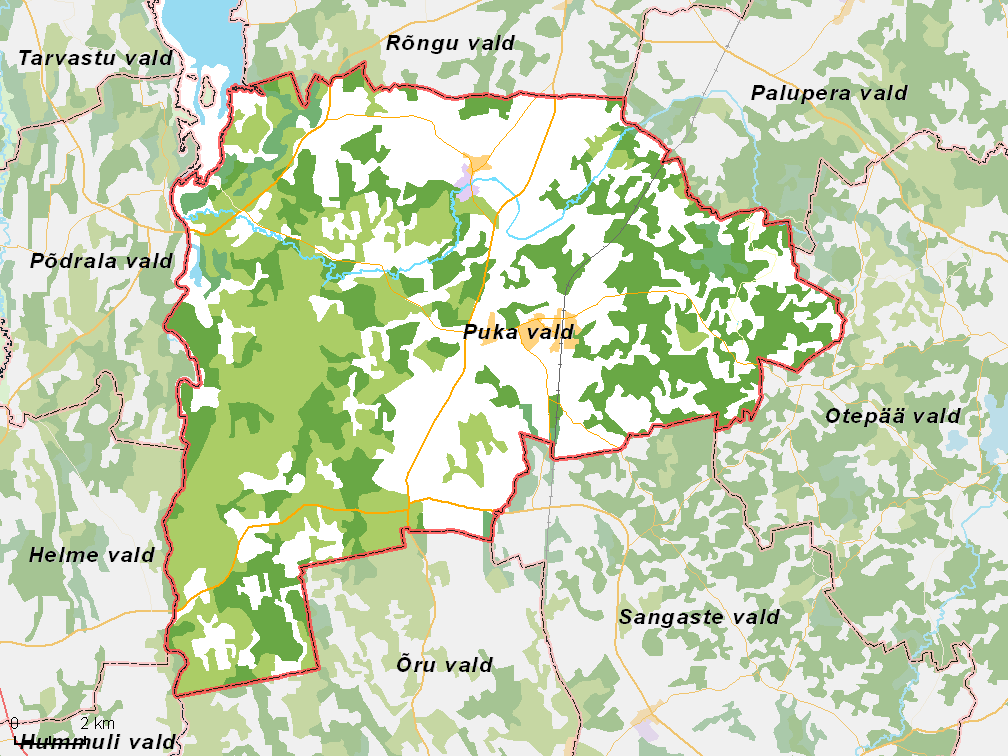
De gemeente met omliggende gemeenten, situatie begin 2017